# Participe
Cet article concerne le sens grammatical du mot « participe ». Pour les significations de ce mot, voir Participe (homonymie).
En grammaire, le participe est un mode du verbe qui lui donne les caractéristiques d'un adjectif. De ce fait, il « participe » à la fois d'une nature verbale et d'une nature de qualificatif.
Dans les langues flexionnelles, il ne se conjugue pas mais peut se fléchir comme un adjectif, d'autant plus quand il accompagne un nom, avec lequel il peut s'accorder. En français, le participe passé s'accorde orthographiquement (par exemple chanté, -ée ; -és, -ées = « qui est chanté, -ée ; qui sont chantés, -ées ») mais pas le participe présent (chantant = qui chante).
Dans certaines langues, telles que le latin, il existe non seulement les participes passé et présent mais aussi un participe futur : par exemple, morituri, « allant mourir », est le nominatif masculin pluriel du participe futur du verbe latin morire, « mourir ».
En revanche, son héritage verbal lui permet de recevoir des compléments et des marques temporelles.
Il sert de second élément, apportant le sens lexical, dans un temps composé : « j'ai marché ».

## Participe actif et participe passif

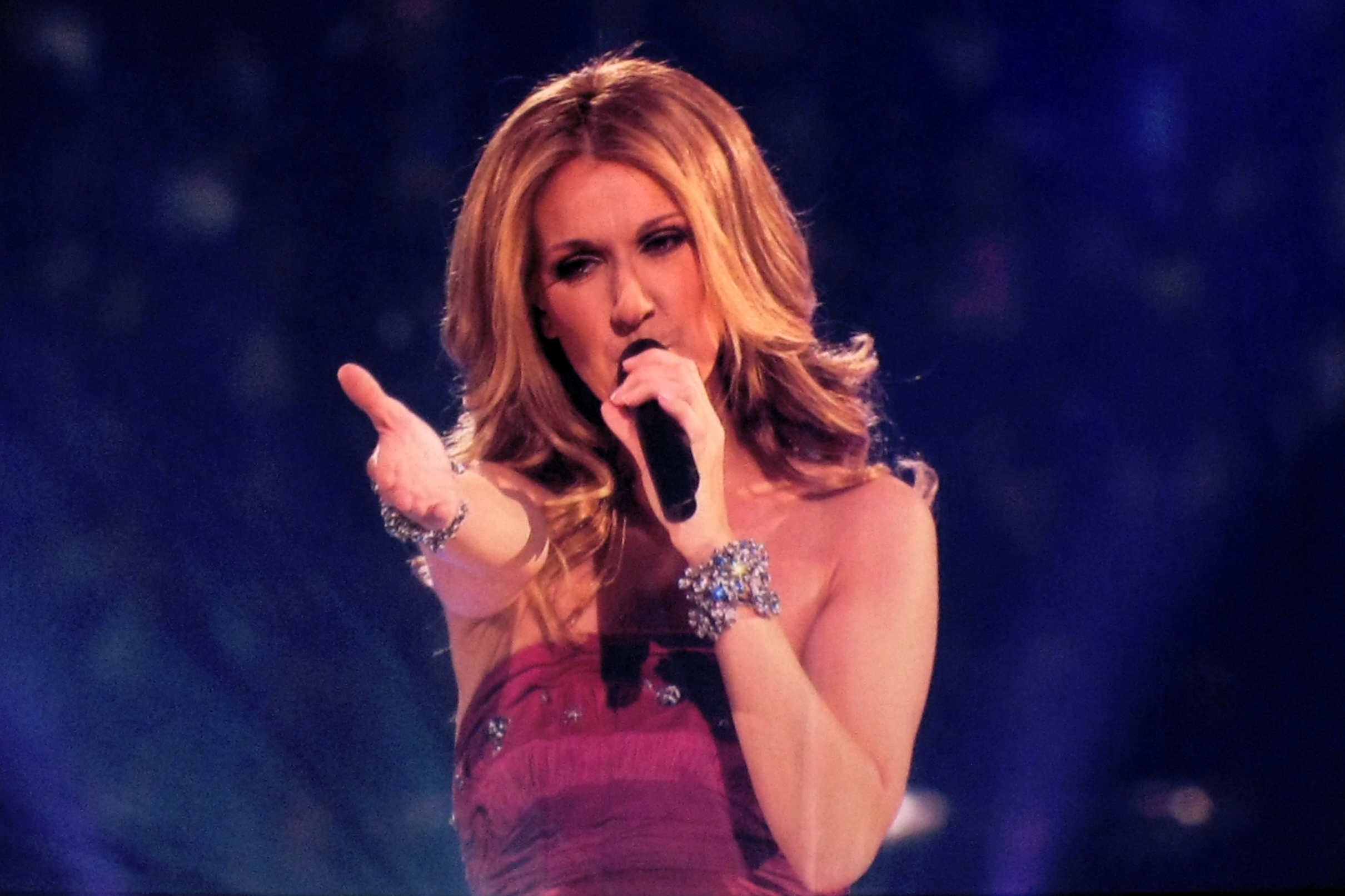
Céline Dion chantant Taking Chances, photographiée en 2008 par Anirudh Koul.
Le participe présent (chantant) marque « Céline » comme étant l'agent (actif) d'une action (chanter) dont on peut préciser l'objet (Taking Chances).
Le participe passé (photographiée) la marque comme étant l'objet (passif) d'une autre action (photographier) dont on connaît l'agent (Anirudh Koul) et un complément circonstanciel de temps (en 2008).

### Qualificatif de l'agent et de l'objet
Les verbes transitifs traduisent d'une manière générale une action, effectuée par un agent et portant sur un objet (parfois désigné par patient, du latin pateo, je subis) :
« La fille chante des chansons » : L'agent (sujet) est la fille, l'action est chanter, et l'objet de l'action est des chansons.
À chaque verbe de ce type peuvent correspondre deux participes, l'un permettant de qualifier l'agent (le participe actif), l'autre l'objet (le participe passif), qui peuvent l'un et l'autre être utilisés comme épithète ou attribut, :
« La fille chantante » : chantant qualifie ici l'agent habituel de ce type d'action.
« Les chansons chantées » : chanté qualifie l'objet habituel de l'action.
Cette même opposition se retrouve dans de nombreuses langues, par exemple en espéranto :
Mi estas amanta : Je suis aimant, Je suis en train d'aimer, agent de l'action.
Mi estas amata : Je suis aimé, Je suis en train d'être aimé, objet patient de l'action.
N.B. : La désignation de participe « actif » ou « passif » renvoie à la relation entre l'action et l'objet qualifié, non au caractère actif ou passif de la construction grammaticale dans laquelle il se trouve. On peut rencontrer un participe passif dans une construction active, quand il est employé pour former des temps composés (j'ai terminé mon repas), aussi bien que dans une construction passive, quand il sert à former la voix passive (le repas est terminé).

### Emploi comme qualificatif
Le participe a un caractère d'adjectif dans le sens où il peut qualifier l'objet auquel il se rattache. Il conserve également normalement un caractère verbal, dans le sens où il peut lui-même recevoir les mêmes compléments que le verbe dont il est issu, ainsi le cas échéant que des marques verbales.
Dans leur emploi de qualificatif, les deux participes peuvent s'accorder régulièrement, comme tout adjectif (quand l'adjectif s'accorde). C'est essentiellement cette forme d'emploi qui entraîne l'accord du participe passé en français.
« Le participe est donc à cet égard comme les adjectifs : comme eux, il s'accorde en genre, en nombre, & en cas avec le nom auquel il est appliqué ; & les adjectifs expriment comme lui des additions accessoires qui peuvent s'expliquer par des propositions incidentes : des hommes savants, c'est-à-dire, des hommes qui sont savants. En un mot le participe est un véritable adjectif, puisqu'il sert, comme les adjectifs, à déterminer l'idée du sujet par l'idée accidentelle de l’événement qu'il exprime, & qu'il prend en conséquence les terminaisons relatives aux accidents des noms & des pronoms. Mais cet adjectif est aussi verbe, puisqu'il en a la signification, qui consiste à exprimer l'existence d'un sujet sous un attribut ; & il reçoit les diverses inflexions temporelles qui en sont les suites nécessaires : le présent, precans (priant) ; le prétérit, precatus (ayant prié) ; le futur, precaturus (devant prier). » (Encyclopédie de Diderot)
Le participe peut cependant perdre sa caractéristique et fonctionner dans certaines constructions comme un adjectif simple, qualifié d'adjectif déverbal :
C'est un sujet intéressant mon élève : par son caractère verbal le participe peut ici recevoir un complément d'objet, ou d'autres compléments (circonstanciel de temps, etc).
C'est un sujet très intéressant : le qualificatif intéressant peut recevoir un adverbe très, mais dans cette position le qualificatif ne peut plus recevoir de compléments verbaux.
Certaines langues font une distinction entre un adjectif verbal et un participe adverbial (parfois appelé gérondif), qui joue le rôle d'un adverbe dans la phrase où il apparaît. Ces deux formes sont différentes dans des langues comme le russe et d'autres langues slaves, le hongrois, et de nombreux langages eskimo comme le sirenik qui possède un système complexe de participes. Quelques grammaires descriptives placent ces deux formes dans deux catégories différentes,.

### Marquage temporel du participe

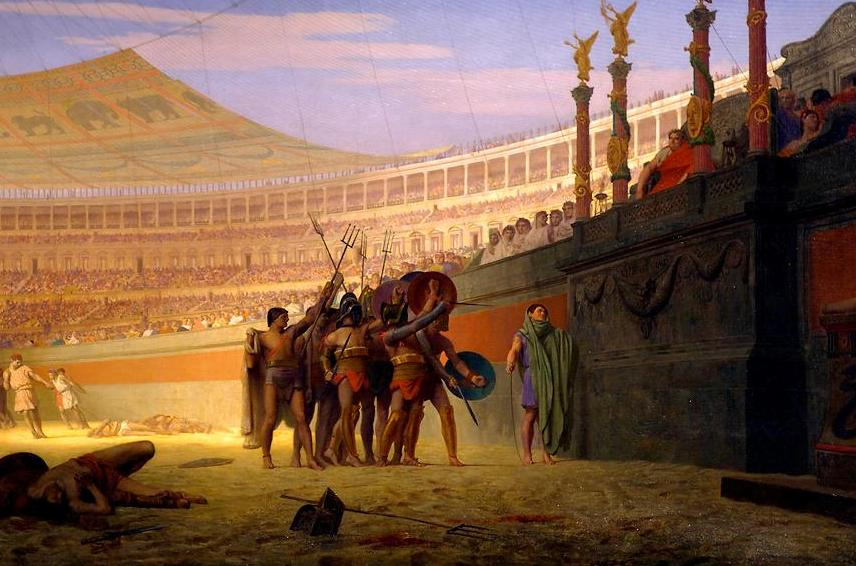
« Ave Caesar Morituri te Salutant »
Participe futur substantivé, morituri qualifie ici « ceux qui doivent mourir ».

Le participe actif qualifie (au présent) un agent en train de réaliser son action, ou la réalisant de manière habituelle. C'est donc au sens propre un « participe présent ».
Certaines langues, tels le latin, l'espéranto ou le lituanien utilisent également un participe passé et un participe futur. Le participe passé qualifie alors l'agent qui a accompli l'action, ou qui l'accomplissait de manière habituelle ; et le participe futur qualifie l'agent qui s’apprête à accomplir l'action, ou qui a vocation à le faire.
Exemples :
- (latin) ămātūrus, a, um : allant aimer, devant aimer. prĕcātus, a, um : ayant été prié, prié. cēnāns, tis' : dînant.
  - Phrase célèbre : Morituri te salutant. : « [Ceux] allant mourir te saluent. »
- (espéranto) Mi estas venonta : Je vais venir, Je suis sur le point de venir. Mi estas veninta : Je suis venu.
- (lituanien) gyvensiantis, gyvensiąs, gyvensianti : allant vivre.

Noter que le « participe passé » en français ne correspond pas à une différence de marquage temporel.

### Participe substantivé
Le participe peut être substantivé. Le participe actif devient alors un nom d'agent : « le mandant » est celui qui donne un mandat, « le mandé » est celui qui reçoit ce mandat.
En arabe, on trouve aussi un participe actif et un participe passif. Le participe actif (ou اسم الفاعل ism al-fāʿil) désigne celui qui fait l’action, le participe passif (ou اسم المفعول ism al-mafʿūl) désigne celui qui subit l'action. Le participe actif peut être utilisé comme un adjectif ou un nom, ou avec sa valeur verbale (il fait alors fonction d'inaccompli). Quant au participe passif, il peut aussi marquer parfois le résultat de l'action,.

## Participe et conjugaisons

### Forme progressive
Dans certaines langues, le participe actif sert à former des temps composés dénotant une forme progressive :
I am reading (en) : je suis en train de lire, littéralement *je suis lisant.
Il est chantanz (fro) : il est en train de chanter.
Une tournure fréquente était l'emploi de semi-auxiliaires de mouvements suivis du gérondif.
Je m’en vas désaltérant (La Fontaine)
Un couplet qu’on s’en va chantant (Musset)
il va s'amenuisant

### Temps composés
Dans de nombreuses langues, le participe passif sert à former des temps composés :
j'ai lu le livre.
I have read the book.
Ich habe das Buch gelesen.
Ho letto il libro.
He leído el libro.

### Conjugaison passive
La voix passive est généralement formée à partir du participe passif, employé dans une construction « objet-attribut ».

### Aspect accompli/inaccompli
Dans certaines langues, le participe distingue l'action accomplie de celle en cours d'exécution (inaccomplie). Ce n'est pas le cas en français :
Les moutons sont tondus (en train d'être tondus, participe inaccompli).
Les moutons sont tondus (ayant été tondus, participe accompli).
Comme en français dans l'exemple ci-dessus, la distinction de sens peut être rétablie si nécessaire par des constructions plus complexes :
The book is read = the book is being read = le livre est en train d'être lu (participe inaccompli).
The book is read = the book has been read = le livre est ayant été lu (participe accompli).

## Participes en français

### Participe présent et participe passé
En grammaire française, le participe possède deux temps liés à deux voix dont les désignations traditionnelles dérivent de la grammaire latine, où elles désignent correctement « les diverses inflexions temporelles qui en sont les suites nécessaires ».

#### Voix active
À l'origine, le participe en -ns exprimait la participation à l'action. Il devint donc, lorsque les participes furent intégrés à la conjugaison un participe de temps présent et de voix active : ămāns = « aimant » = « qui participe à l'action d'aimer » = « qui aime ».
Le participe en -turus et en -surus exprimait, lui, l'aptitude à l'action. Il devint donc un participe de temps futur et de voix active : ămātūrus = « étant apte à aimer » = « devant aimer, allant aimer, ayant à aimer » = « qui doit aimer, qui va aimer, qui a à aimer ».
Le français, par ses temps composés, innove du latin d'un participe passé actif. Le latin devait recourir pour cela à une paraphrase : cum amauisset = « comme il eût aimé » = « ayant aimé » = « qui a aimé ».
| mode participe, voix active | mode participe, voix active | mode participe, voix active | mode participe, voix active |
| tiroir verbal français      | aimer                       | ămāre                       | tiroir verbal latin         |
| --------------------------- | --------------------------- | --------------------------- | --------------------------- |
| futur                       | —                           | ămātūrus, a, um             | futur                       |
| présent                     | aimant                      | ămāns, tis                  | présent                     |
| passé composé               | ayant aimé                  | —                           | parfait                     |
| passé surcomposé            | ayant eu aimé               | —                           | parfait                     |
| passé simple                | —                           | —                           | parfait                     |

#### Voix passive
Le participe en -tus et en -sus exprimait l'état qui résulte de l'action de façon passive ou active. Il devint toutefois un participe de temps passé et de voix passive : ămātus = « qui est dans l'état de celui qui est aimé » = « ayant été aimé, aimé » = « qui a été aimé, qui est aimé ».
Le français, par ses temps composés, innove du latin d'un participe présent passif. Le latin devait recourir pour cela à une paraphrase : cum amaretur = « comme il fût aimé » = « étant aimé » = « qui est aimé ».
| mode participe, voix passive | mode participe, voix passive | mode participe, voix passive | mode participe, voix passive |
| tiroir verbal français       | être aimé                    | ămārī                        | tiroir verbal latin          |
| ---------------------------- | ---------------------------- | ---------------------------- | ---------------------------- |
| futur                        | —                            | —                            | futur                        |
| présent                      | étant aimé                   | —                            | présent                      |
| passé composé                | ayant été aimé               | ămātus, a, um                | parfait                      |
| passé surcomposé             | ayant eu été aimé            | ămātus, a, um                | parfait                      |
| passé simple                 | aimé                         | ămātus, a, um                | parfait                      |

#### Voix médiane
Il n'y a pas de voix médiane en latin ni en français. Le français recours pour cela à la voie pronominale et le latin à la voix déponente qui exprime par sa forme passive une voix active.
| mode participe, voix pronominale | mode participe, voix pronominale | mode participe, voix déponente | mode participe, voix déponente |
| tiroir verbal français           | s'étonner                        | mīrārī                         | tiroir verbal latin            |
| -------------------------------- | -------------------------------- | ------------------------------ | ------------------------------ |
| futur                            | —                                | mīrātūrus, a, um               | futur                          |
| présent                          | s'étonnant                       | mīrāns, tis                    | présent                        |
| passé composé                    | s'étant étonné                   | mīrātus, a, um                 | parfait                        |
| passé surcomposé                 | s'étant eu étonné                | mīrātus, a, um                 | parfait                        |
| passé simple                     | —                                | mīrātus, a, um                 | parfait                        |

La grammaire scolaire nomme gérondif une forme composée de la préposition en suivie d'un participe présent (en marchant) ;
L'aspect du participe passé est accompli et son usage dans les formes composées et surcomposées s'oppose à celui des formes simples :
- je prie (= je suis priant, inaccompli du présent).
- et je priais (= j'étais priant, inaccompli du passé)
- contre j'ai prié (= j'ai <quelqu'un> ayant été prié <par moi> = je suis ayant eu prié <quelqu'un>, accompli du présent).
- et j'eus prié (= j'eus <quelqu'un> ayant été prié <par moi> = je fus ayant eu prié <quelqu'un>, accompli du passé).

C'est en ce sens que le participe français peut être qualifié de « passé », dans la mesure où l'action qu'il désigne est accomplie.
En français, le participe passif (qui s'accorde) n'existe que dans le cas de verbes transitifs directs. Par nature, les verbes intransitifs ou transitifs indirects ne peuvent pas qualifier un objet, et leur participe passé est par nature invariable :
- « J'ai ri de toi », mais rien ni personne ne peut *être ri – le verbe est intransitif.
- « J'ai adhéré à ce club », mais le club ne peut pas *être adhéré – ce verbe est transitif indirect.

Lorsqu'on parle d'accord du participe passé, il ne s'agit donc que de l'accord du participe passif des verbes transitifs directs.

### Conjugaison passive inaccomplie - adjectif verbal accompli
Il n'y a pas de différence de forme entre la forme passive et la forme attribut, bien qu'il y ait une différence de sens réelle et pouvant être importante :
« Les brebis sont tondues » :  (= ayant été tondues) sens attribut ⇒ si l'activité de tonte a eu lieu hier, aujourd'hui elles sont tondues, c'est leur état (accompli).
« Les brebis sont tondues » :  (= en train d'être tondues) sens passif ⇒ elles sont l'objet d'une tonte en cours, non achevée (inaccompli).
Seul le sens et le contexte peuvent permettre (éventuellement) de distinguer ces deux valeurs :
« Les brebis relâchées sont tondues » : dans cet exemple il est évident que les brebis ne peuvent pas être tondues après avoir été relâchées, le sens est donc celui d'un attribut : « Les brebis qui sont relâchées ne sont prises que parmi celles qui ont été tondues. »
« Les brebis tondues sont relâchées » suggère au contraire un sens passif, parce que la séquence de tondre d'abord et relâcher ensuite est logique : « Après avoir été tondues, les brebis sont relâchées. »
Noter également une différence de sens entre l'utilisation du participe passé, qui dénote l'existence d'une action, et celle d'un adjectif équivalent mais différent, qui ne traduit qu'une situation abstraction faite d'une action :
« Le lait est chaud » : la température élevée du lait est un fait actuel, son histoire n'est pas considérée.
« Le lait est chauffé » (= ayant été chauffé) : la température élevée du lait est le résultat d'une action accomplie, il n'était pas « chaud / chauffé » dans un état antérieur.
« Le lait est chauffé » (= en train d'être chauffé) : la température du lait monte, il n'était pas « chaud / chauffé » dans un état antérieur, l'action est actuellement inaccomplie.
Malgré la différence potentielle de sens, il n'y a jamais de différence de forme entre le sens inaccompli (passif) et accompli (attribut) du participe passé. Dans tous les cas, le participe passé s'accorde comme le ferait un adjectif verbal ; et il n'y a pas de différence grammaticale entre la forme passive inaccomplie et la forme accomplie adjectivale.

### Voix passive
La voix passive est formée avec le verbe auxiliaire être, et ne se distingue pas formellement de la construction objet+attribut, signifiant que l'objet a pour caractéristique d'avoir subi ou d'être en train de subir (passivement) l'action exprimée par le verbe.
De fait, la même forme peut aussi bien exprimer l'état final accompli (fonction d'adjectif verbal) que l'action inaccomplie subie passivement (fonction de participe passé).
« Les chansons sont chantées » (en train d'être chantées) : forme passive, état inaccompli.
« Les chansons sont chantées » (ayant été chantées) : forme attribut, état accompli.
Dans ce dernier sens, « La pomme est cuite » est parallèle à « La pomme est jaune », et les deux qualificatifs peuvent être coordonnés : « La pomme est jaune et cuite ». Dans ce type d'emploi, le participe passé s'accorde alors en genre et en nombre à l'objet auquel il se rapporte,.

### Formation des temps composés
Le participe passé sert également pour former les temps composés. Ceux-ci suivent le plus souvent une construction différente utilisant le verbe auxiliaire avoir, dans laquelle le participe passé ne s'accorde pas :
« La fille a chanté des chansons. »
Certains verbes intransitifs utilisent de manière irrégulière la forme passive pour leur conjugaison composée :
« La fille est venue à la maison. »